# Metoda największej parsymonii

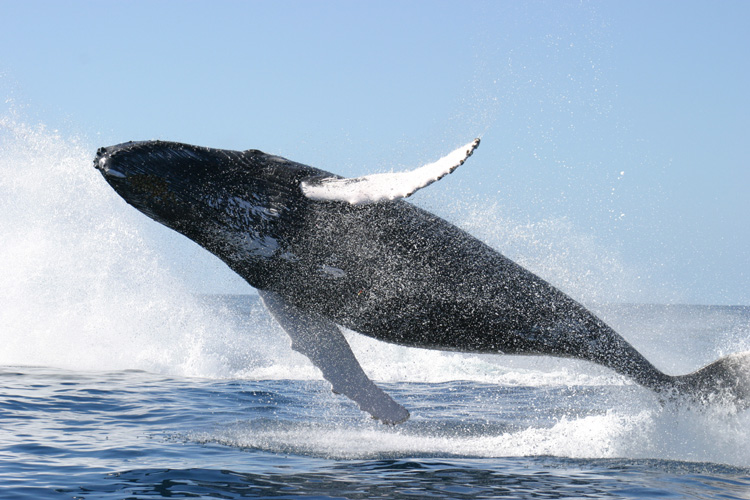
Długopłetwiec oceaniczny (humbak), wieloryb, a więc przedstawiciel waleni

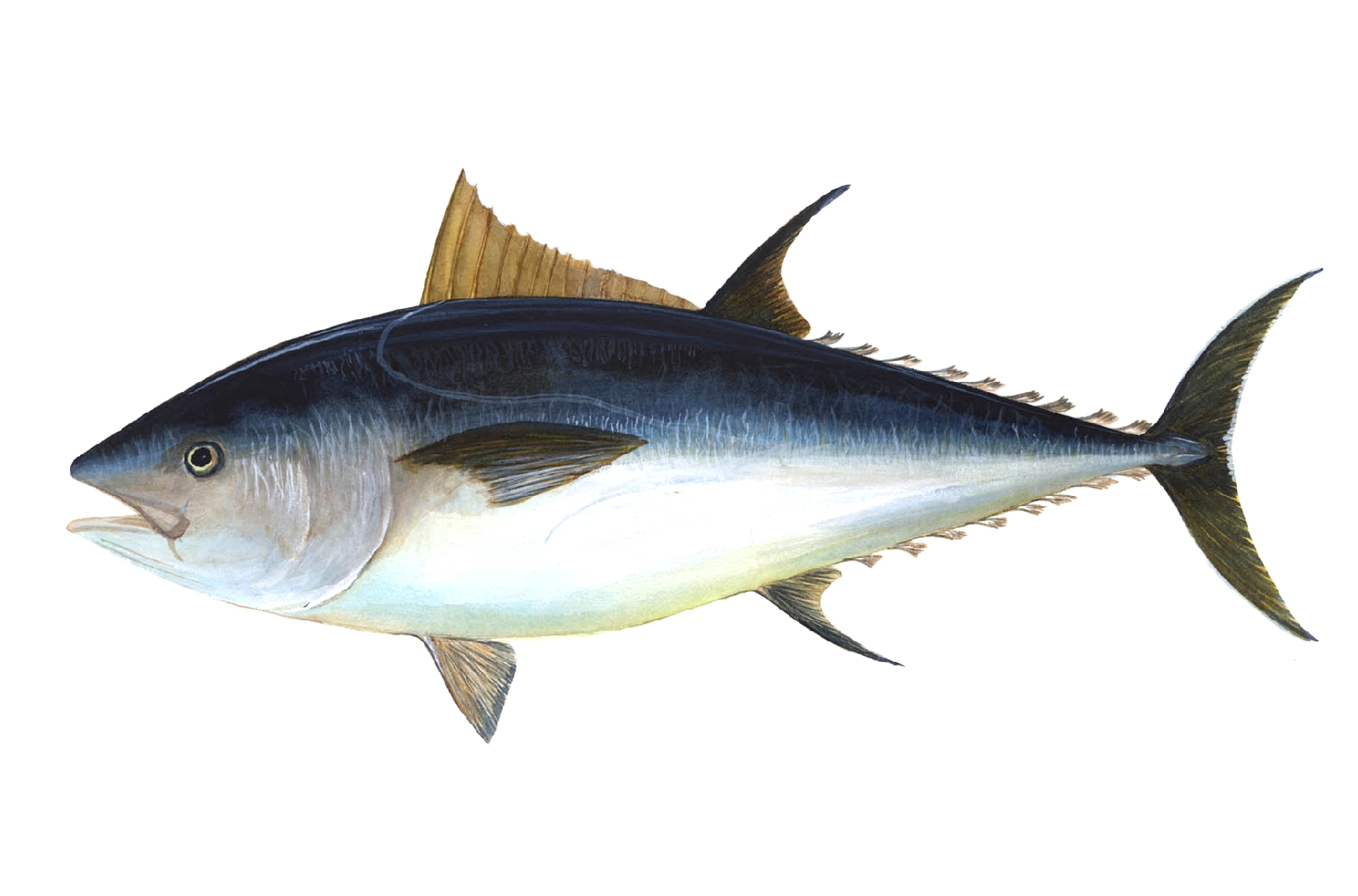
Tuńczyk pospolity – ryba

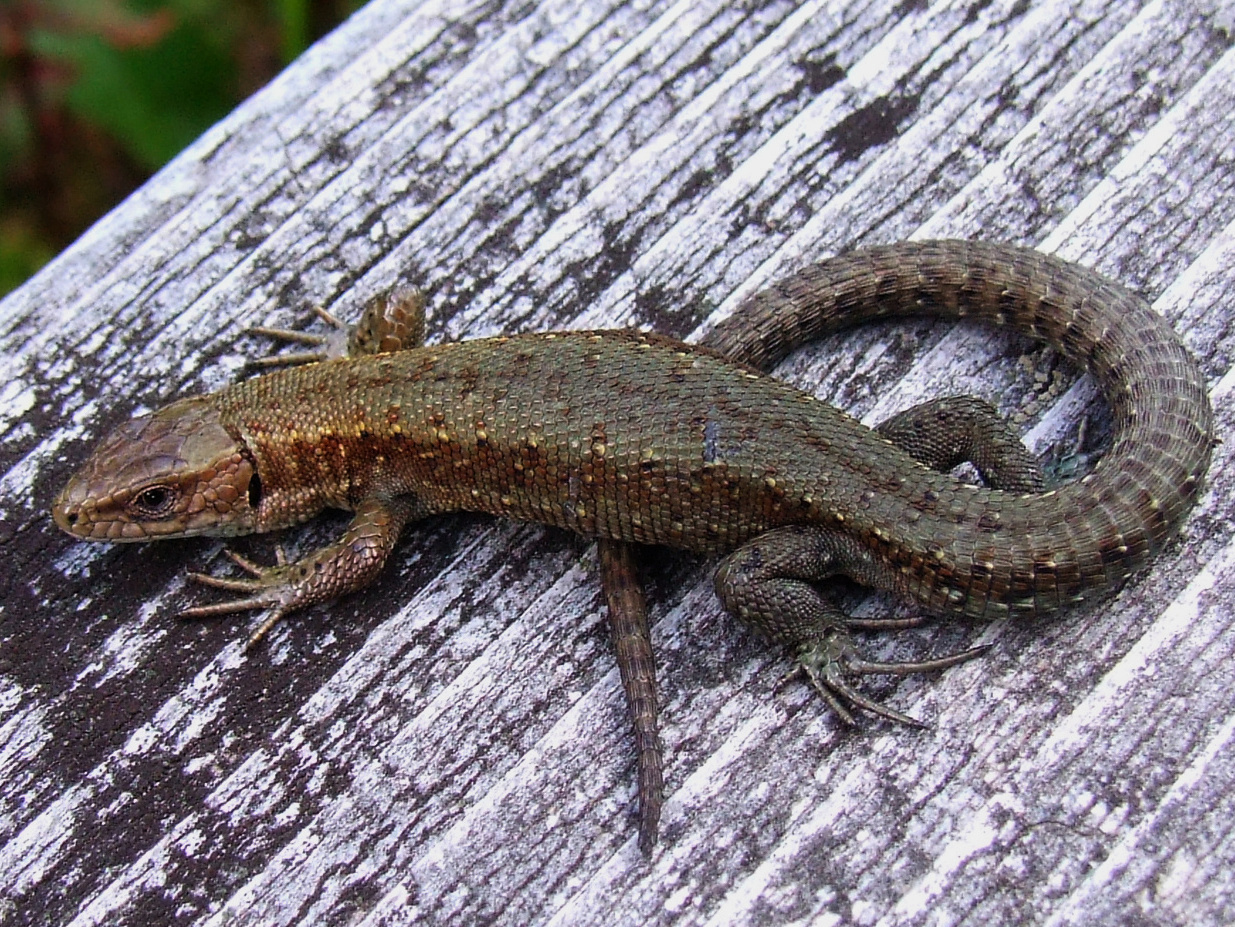
Jaszczurka żyworodna zaliczana jest tradycyjnie do gadów

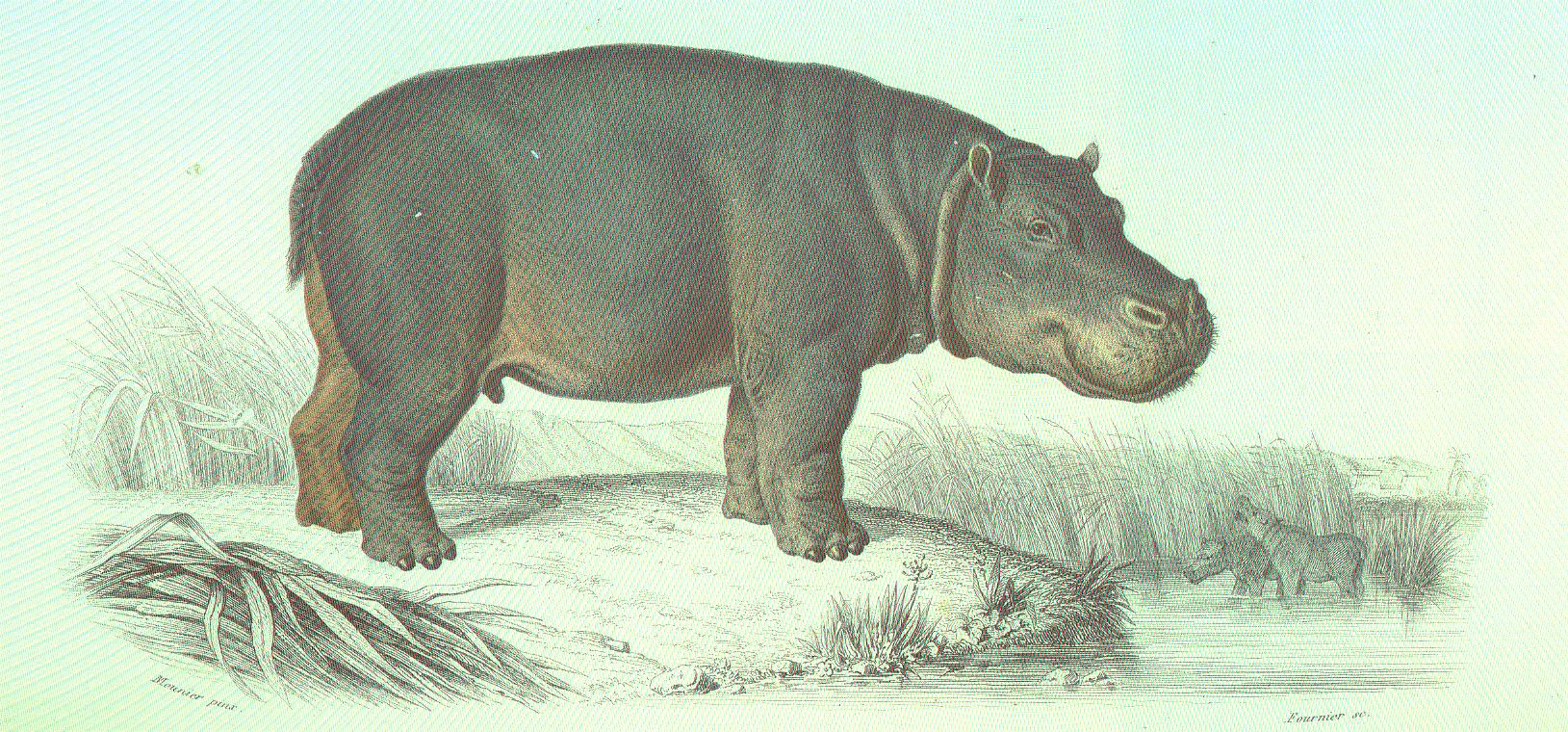
Hipopotam nilowy to ssak z rzędu parzystokopytnych

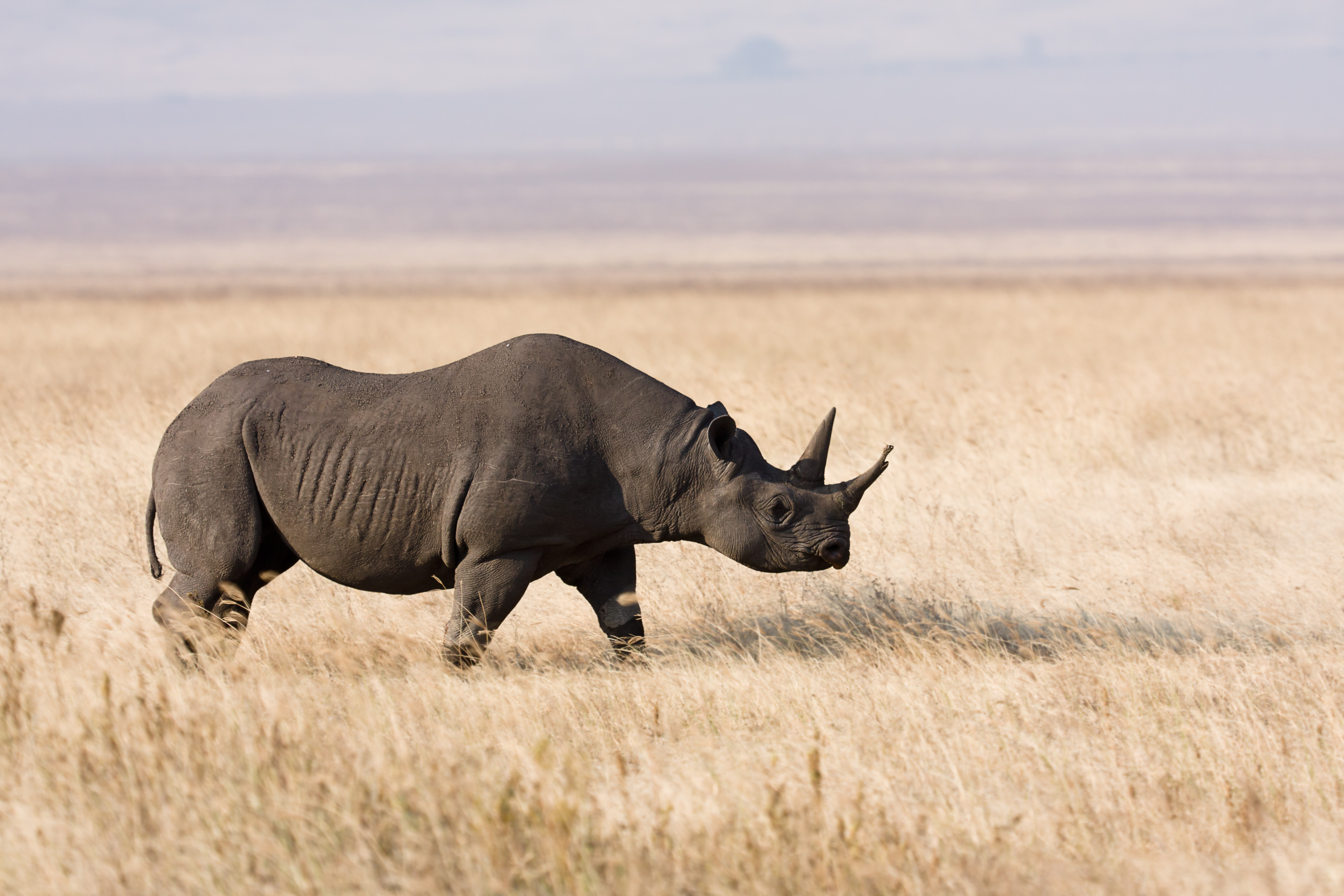
Nosorożec czarny, ssak nieparzystokopytny

Metoda największej parsymonii – sposób tworzenia kladogramów w filogenetyce wykorzystujący regułę parsymonii.
Zgodnie z teorią ewolucji Karola Darwina organizmy należące do różnych taksonów mogą pochodzić od wspólnych przodków. Badania potwierdziły, że wszystkie znane żyjące organizmy pochodzą od wspólnego przodka. Dla każdych dwóch gatunków istniał kiedyś ich wspólny przodek – dla jednych wcześniej, dla innych później. Od niego pochodzą linie prowadzące do rozpatrywanych gatunków, które kiedyś rozdzieliły się. Ewolucjoniści starają się zrekonstruować kolejność rozdziału poszczególnych linii, a przez to i relacje pokrewieństwa pomiędzy taksonami, poprzez rysowanie drzew życia. Rozdzielone linie zaczynają różnić się cechami, na podstawie których można niekiedy odtworzyć przebieg ewolucji. Szczególnie użyteczne w tworzeniu kladogramu są synapomorfie, czyli nowe cechy charakterystyczne dla danego taksonu, łączące jego przedstawicieli i niewystępujące poza nim. Natomiast symplezjomorfie, a więc cechy dzielone przez taksony pierwotne (ancestralne), takiej wartości nie przedstawiają. Tylko bowiem synapomorfie wyznaczają taksony monofiletyczne. Budowanie kladogramu utrudniają natomiast wspólne cechy powstałe niezależnie u różnych taksonów, czyli homoplazje.
Trudności pojawiają się, gdyż nie zawsze oczywiste jest, czy dana cecha stanowi synapomorfię, czy też nie. Naukowcy analizują dane zebrane od poszczególnych taksonów, ograniczające się do stanów danej cechy u rozpatrywanych taksonów. Nie posiadają a priori informacji, który stan cechy jest ancestralny, a który apomorficzny. Na podstawie tych samych danych można zbudować wiele różnych kladogramów. Problem dotyczy tego, które obrazuje rzeczywisty przebieg ewolucji. Organizmy ewoluowały bowiem tylko w jeden sposób.
Jednym z rozwiązań omawianego problemu jest właśnie metoda największej parsymonii. Należy ona do najprostszych i najczęściej stosowanych z metod filogenetycznych. Odwołuje się ona do pojęcia parsymonii, tłumaczonej jako oszczędność, prostota. Pojęcie to obecne jest w nauce od przynajmniej XIV wieku. Preferencję prostoty postuluje brzytwa Ockhama. Zasada ta proponuje, by przyjąć jako najlepsze najprostsze rozwiązanie. Oznacza to rozwiązanie o najmniejszej liczbie założeń.
Sporządzanie kladogramu zaczyna się od wyboru rozpatrywanych cech i oceny ich stanów. Jeśli dwa taksony różnią się stanem jakiejś cechy, to znaczy, że w trakcie ewolucji musiała zajść zmiana ewolucyjna, która zmodyfikowała daną cechę. Problem polega na tym, w którą stronę zaszła zmiana – innymi słowami mówiąc – który stan jest ancestralny, a który powstał z tego ancestralnego na drodze mutacji. Jeśli natomiast dwa taksony nie różnią się stanem danej cechy, być może nie zaszła w trakcie ich ewolucji żadna zmiana stanu tej cechy. Alternatywne wyjaśnienie głosi, że zaszła rewersja: dana cecha najpierw zmieniła się, a później wróciła do ancestralnego stanu (rewersja to jeden z mechanizmów powstawania homoplazji). W zależności od różnego rozwiązania tych kwestii badacz otrzyma różne kladogramy. W każdym z nich będzie można określić postulowane miejsce pomiędzy węzłami, gdzie zaszła dana zmiana. Metoda największej parsymonii przyjmuje wybór tego kladogramu, który zakłada najmniejszą liczbę takich zmian. Oznacza to, że za najlepsze uznane zostanie to drzewo, w którym występuje najmniej homoplazji – homoplazja oznacza bowiem powstawanie takiego samego stanu cechy przynajmniej dwukrotnie, synapomorfia zaś powstaje tylko raz. Innymi słowy, należy znaleźć najkrótsze drzewo filogenetyczne.
Futuyma tłumaczy zastosowanie tej metody na przykładzie waleni. Dla uproszczenia analizuje on tylko 2 z wielu możliwych drzew filogenetycznych (poniżej, uproszczono i zmodyfikowano):
| obręcz barkowa, szkielet kończyn, płuca,1 kość w żuchwie | wieloryb |
|                                                          | wieloryb |
|                                                          | tuńczyk  |
|                                                          |          |

|                  | jaszczurka |
|                  |            |
| 1 kość w żuchwie | hipopotam  |
|                  | hipopotam  |

Zgodnie z taką hipotezą walenie są bliskimi krewnymi ryb. Tutaj stanowią grupy siostrzane tworzące razem klad, którego synapomorfią są płetwy. Jednak obręcz barkowa, szkielet kończyn, płuca oraz żuchwa złożona z pojedynczej kości zębowej musiałyby się u wielorybów wykształcić niezależnie, niż u ssaków lądowych, jak hipopotam. Cechy te stanowiłyby homoplazje. Rozwiązanie zakłada dla wyjaśnienia obserwowanego rozkładu cech 9 zmian ewolucyjnych, w tym 4 homoplazje.
|                  | jaszczurka                                                             |
|                  |                                                                        |
| 1 kość w żuchwie | \| \| hipopotam \| \| \| \| \| płetwy \| wieloryb \| \| \| wieloryb \| |
|                  | \| \| hipopotam \| \| \| \| \| płetwy \| wieloryb \| \| \| wieloryb \| |
|                  | hipopotam                                                              |
|                  |                                                                        |
| płetwy           | wieloryb                                                               |
|                  | wieloryb                                                               |

|        | hipopotam |
|        |           |
| płetwy | wieloryb  |
|        | wieloryb  |

Ta hipoteza traktuje tuńczyka jako grupę zewnętrzną dla całej reszty analizowanych taksonów, tworzących klad charakteryzujący się obręczą barkową, szkieletem kończyn i płucami. Rozwiązanie takie zakłada 6 zmian ewolucyjnych wyjaśniających rozkład cech, w tym tylko 1 homoplazję: obecność płetw u wielorybów i tuńczyka.
Jak widać, drugie rozwiązanie pociąga za sobą mniej założeń (mniej zmian ewolucyjnych). Dlatego też zasada największej parsymonii nakazuje wybrać drugą z zaproponowanych filogenez. Jest ona zgodna z obecnie panującym poglądem naukowym – wieloryby i inne walenie uznawane są nie za ryby, ale za ssaki, w dodatku za bliskich krewnych hipopotamowatych, z którymi tworzą grupę Whippomorpha.

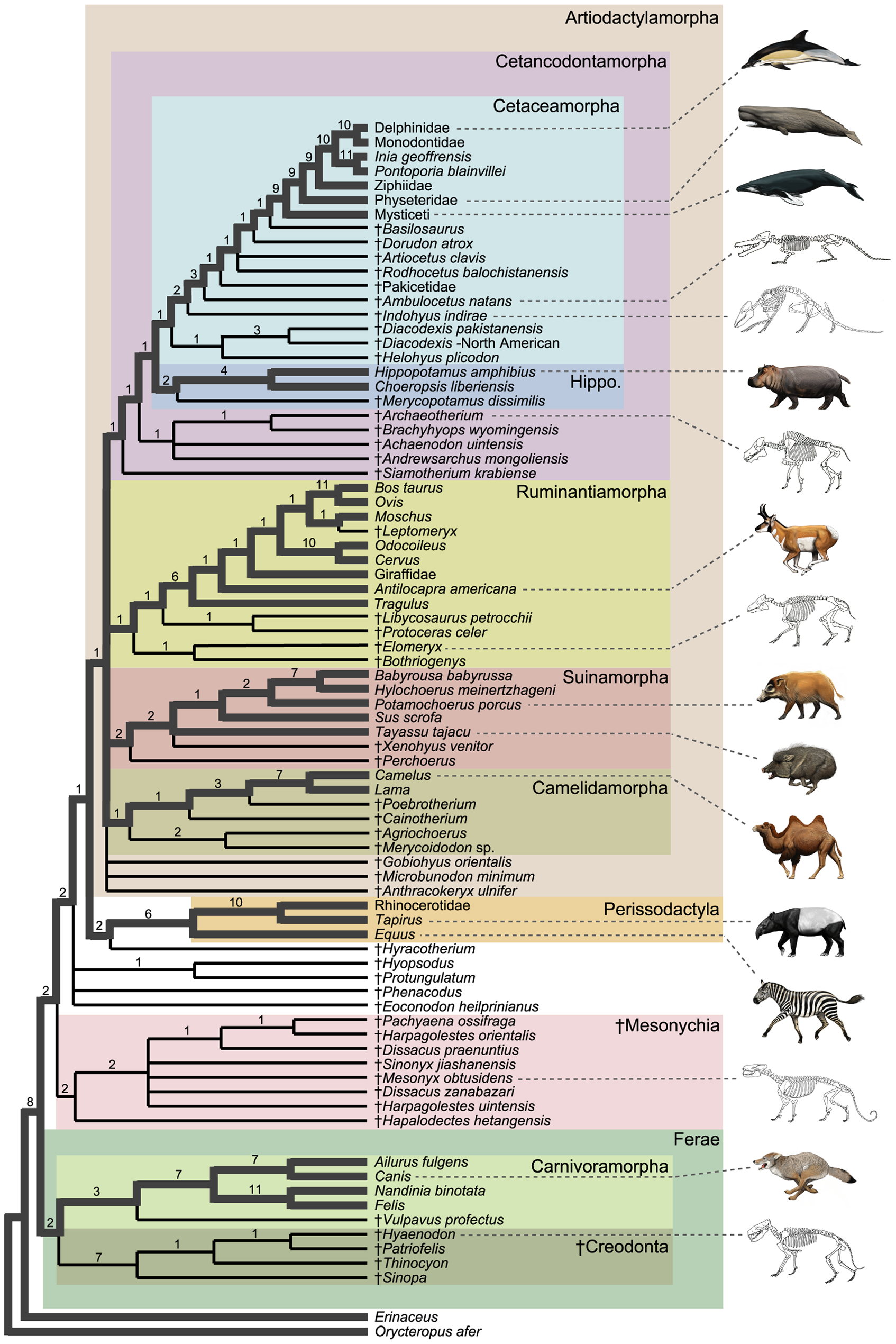
Kladogram metodą strict consensus (na podstawie Spaulding, O'Leary, Gatesy, 2009)

W rzeczywistości rozpatrywane sytuacje są znacznie bardziej złożone. Do generowania wielu drzew i analizowania ich pod kątem prostoty służą odpowiednie programy komputerowe. Otrzymany metodą strict consensus kladogram obrazujący pokrewieństwo pomiędzy waleniami i innymi ssakami przedstawiono po lewej. Wynika z niego między innymi, że walenie i hipopotamy są ze sobą bliżej spokrewnione, niż obie te grupy z nieparzystokopytnymi, jak nosorożcowate.
Nie zawsze jednak zasada największej parsymonii pozwala wybrać najlepsze drzewo. Niekiedy bardziej odpowiadające rzeczywistemu przebiegowi ewolucji wydaje się inne drzewo, o nieco większej parsymoni. W związku z tym biolodzy generują za pomocą programu komputerowego z wielu możliwych drzew kilka o najmniejszej parsymonii i dokonują wyboru. Ponadto stosowane są też inne metody wyboru najodpowiedniejszego drzewa. Zaliczają się doń metody algorytmiczne, np. metoda przyłączania sąsiada, metoda największej wiarygodności czy też metody bayesowskie.